# Indocalamus tessellatus
Espèce

Indocalamus tessellatus (chinois simplifié : 箬竹 ; chinois traditionnel : 篛竹 ; pinyin : ruòzhú), le bambou à feuilles larges, est une espèce de plantes monocotylédones du genre Indocalamus, originaire de Chine.
Ce sont des bambous vivaces, rhizomateux, aux rhizomes allongés (leptomorphes) et aux tiges (chaumes) ligneuses, creuses, dressées, pouvant atteindre 500 cm de long et aux inflorescences en panicules.

## Distribution et habitat
L'aire de répartition originelle d’Indocalamus tesselatus se limite aux provinces chinoises de Hunan et Zhejiang, le long de la vallée du Yang-Tsé. La plante se rencontre dans les forêts ouvertes sur les pentes montagneuses de 300 à 1400 mètres d'altitude.

## Taxinomie

### Synonymes
Selon Catalogue of Life (10 juin 2018) :
- Arundinaria  hamadae (Hatus.) Demoly
- Arundinaria ragamowskii Pfitzer, nom.  superfl.
- Arundo ragamowskii C.F.Wheeler, nom.  nud.
- Bambusa ragamowskii C.F.Wheeler, nom.  nud.
- Bambusa reticulata var. macrophylla  Rupr. ex Munro
- Bambusa tessellata Munro
- Indocalamus hamadae (Hatus.)  Stapleton
- Indocalamus tessellatus f. hamadae  (Hatus.) Rifat ex Ohrnb.
- Pseudosasa hamadae Hatus.
- Pseudosasa longivaginata H.R.Zhao  & Y.L.Yang
- Pseudosasa tessellata (Munro)  Hatus.
- Sasa ragamovskii (Pfitzer)  A.H.Lawson
- Sasa tessellata (Munro) Makino &  Shibata
- Sasa tessellata var. ragomovskii  P.Vilm.
- Sasamorpha tessellata (Munro)  Koidz.

### Liste des formes
Selon NCBI (10 juin 2018) :
- Indocalamus tessellatus f. hamadae (Hatus.) Rifat ex Ohrnb.

## Utilisation

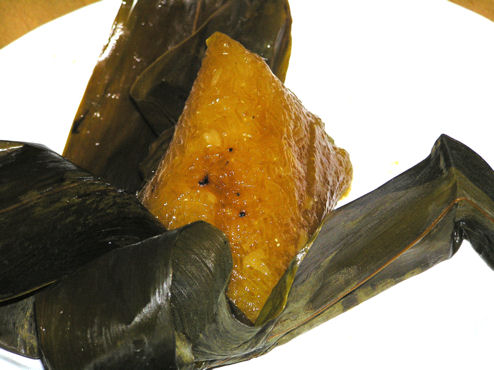
Zongzi ouvert, enveloppé dans des feuilles d’Indocalamus tessellatus.

Ses feuilles sont notamment utilisées pour la confection des zongzi, sorte de berlingots de riz gluant fourrés de différents ingrédients, entourés de ces feuilles et bouillis, la feuille imprégnant de son parfum le riz. Ils sont également parfois réchauffés à la vapeur.